# Goliszew (przystanek kolejowy)
Goliszew − wąskotorowy kolejowy przystanek osobowy w Goliszewie, w Polsce, w województwie wielkopolskim, w powiecie kaliskim, w gminie Żelazków. Został zbudowany w latach 1914-1917 razem z linią do Turku. W lipcu 1991 roku zamknięty dla ruchu pasażerskiego. Ponownie czynny od 2025 r., kiedy to przywrócono pociągi turystyczne do Zbierska. Należy do Kaliskiej Kolei Dojazdowej. Obecnym jej operatorem jest Stowarzyszenie Kolejowych Przewozów Lokalnych